# Малая Мизгея
Малая Мизгея — река в России, протекает в Тульской области. Левый приток Мизгеи.

## География
Река Малая Мизгея берёт начало в Ивановском лесу восточнее станции Манаенки. Течёт в северном направлении. Устье реки находится у деревни Горбачёво в 13 км по левому берегу реки Мизгея. Длина реки составляет 20 км.
Притоки Малой Мизгеи — реки Полянка и Маловерка (левые).

## Данные водного реестра
По данным государственного водного реестра России относится к Окскому бассейновому округу, водохозяйственный участок реки — Упа от истока и до устья, речной подбассейн реки — Бассейны притоков Оки до впадения Мокши. Речной бассейн реки — Ока.
Код объекта в государственном водном реестре — 09010100312110000019526.